# 黃子華
黃子華（英語：Dayo Wong Tze Wah；1960年9月5日—），香港男演員、歌手及棟篤笑演員。他是香港首位將棟篤笑以單一節目形式表演的藝人，被譽為香港棟篤笑始祖。他的棟篤笑表演曾創下在近乎沒有宣傳下全數門票被「秒殺」的紀錄，可見其影響力與行業地位。
自1999年起，他接拍多部TVB電視劇，包括《男親女愛》、《My盛Lady》等，其角色深入人心，廣受好評。在電影方面，由於他早年出演或導演的電影票房大多不佳，因此被稱爲「票房毒藥」。在2018年，黃子華與佘詩曼合作的《棟篤特工》 以4470萬港幣成為2018年最高票房的香港電影，而在惟自2022年起，其主演的《飯戲攻心》收穫7734萬港元票房，至2025年，該電影為香港華語電影排名第五位，其主演的電影票房屢破香港本地票房紀錄，其主演的《毒舌大狀》及《破·地獄》更兩度打破香港史上最賣座華語電影之紀錄，除了為他洗去「票房毒藥」的稱號之外，現象級的佳績更成一時佳話。

## 簡介

### 早年生活
黃子華出身於香港。小時，雙親離異，對於生父黃偉生從事何事亦不清楚，他表示只知道其生父和「四大探長」擁有份外交情。根據資深傳媒人查小欣為鷄記麻雀館東主林國強撰寫的傳記，提到黃子華父親經營電器生意，是香港第一個法拉利名車車主。其母親則於後來和一名商人再婚。他在其母系家庭中排行最大，除了一位胞妹外，另有同母異父的三位弟妹，由於跟其他弟妹的年紀相距甚遠，因此甚少溝通。他自小就不停轉換居所，包括先後與父親、母親、祖母及外婆居住。於加拿大求學後，家人亦跟隨移民到加拿大。黃子華在訪問出曾表示其「童年不算幸福，有很多不開心的事情，希望設法忘記。」，又暗示出小時候是邊緣青年，曾提及中學時期與三個同學去相思灣偷借了人家的快艇（舢舨）出海，被判守行為兩年及留案底，之後申請香港警隊就沒考上。
黃子華就讀於花地瑪幼稚園、聖士提反書院附屬小學（小一）、福榮街官立小學、聖若瑟英文小學（小六）、聖若瑟英文中學（中五）和威靈頓英文中學（預科）。大學赴加拿大阿爾伯塔大學最初讀工商管理系，之後轉入阿爾伯塔大學哲學系，學士畢業。加拿大畢業後回到英屬香港，輾轉多份職業，包括代課教師、出入口物流經理、商業電台唱片騎師、資料搜集員、臨時演員、電視台助理編導、話劇演員、電視節目主持、編劇、以及電影演員等。

### 演藝生涯
黃子華自1984年從加拿大畢業回港後，一心希望成為演員，惟當時的無綫電視藝員訓練班突然取消（至1986年復辦），只有編劇訓練班，黃子華希望能夠藉著成為編劇在電視城工作，往後再轉職為演員。後來他發現編劇難以轉型成為演員後，輾轉於1985年至1987年間加入了香港話劇團，之後被香港電台發掘，參與演出過香港電台製作的電視節目《特寫青春》、《小說家族》、《性本善》等，期間轉任港台節目助理，接着轉職成為香港電台及商業電台唱片騎師，連同歐陽應霽、林祖輝及鄧梓峰共事，隨後參加1987年無綫電視舉辦的「全能司儀選拔大賽」。兩年後同鄧梓峰和洪朝豐擔任亞洲電視清談節目《晨早直播室》的主持。黃子華在電視訪談節目《志雲飯局》中形容，這段時間為其人生的低潮。
1990年，黃子華決定將其在娛樂圈的個人經歷以棟篤笑形式表述，並且決定從此退出娛樂圈。然而甚具諷刺性地，其棟篤笑演出廣受香港大眾歡迎，令他瞬間人氣急升，搞笑藝人之形像深入民心，最終成名，並成為他展開期待以久，成功闖進娛樂圈之踏腳石，奠定他作為一名多棲全面藝員的地位。此遲來的祝福，亦自然令他打消離開娛樂圈的念頭。透過林祖輝的介紹，1991年他獲得「冷面笑匠」許冠文的推薦，參與編劇和演出《神算》，正式展開他的影視生涯。然而，接連數部他主演的電影作品，沒有一套能成功持續他先前的成就，令其演藝事業再度沉寂一時。
但往後接近十載之摸索期，黃子華只有默默耕耘，靜待時機。一邊繼續舉辦他賴以成名之棟篤笑舞台演出系列。除了他個人演出外，亦有聯同其他香港喜劇演員一併合辦的演出。另一邊廂，他繼續其電影事業，偶爾參演其他導演之作品，以維持一定的曝光率與知名度。

### 2000年代：電視劇黃金時期
1999年起，他在無綫電視接拍了多部電視劇，並在《狀王宋世傑（貳）》中首次成功躋身第二男主角。挾其口碑與人氣，令他期後多部無綫的劇作中，皆獲派主角的位置。代表作計有《男親女愛》、《棟篤神探》、《奸人堅》及《絕代商驕》數部短篇喜劇。
直至2013年，黃氏憑藉《My盛Lady》一劇，奪得《萬千星輝頒獎典禮2013》「最佳男主角」，榮登「視帝」寶座，同時亦令他成為無綫電視歷來第三位罕有的在劇集尚未播映完畢便獲獎的演員（另外兩位為古天樂及郭晉安），也是至今唯一奪獎而沒有出席頒獎典禮領取獎座之演員。其後，無綫電視於同年12月19日，破天荒的假座電視廣播有限公司為他補辦該獎項之頒獎儀式，為該公司自設立藝員領獎制度以來之史上首度，絕無僅有之一次補領獎項儀式。而這亦是直至目前為止，《My盛Lady》是黃子華最後一套為無綫電視拍攝的劇集。

### 2010年代：香港棟篤笑

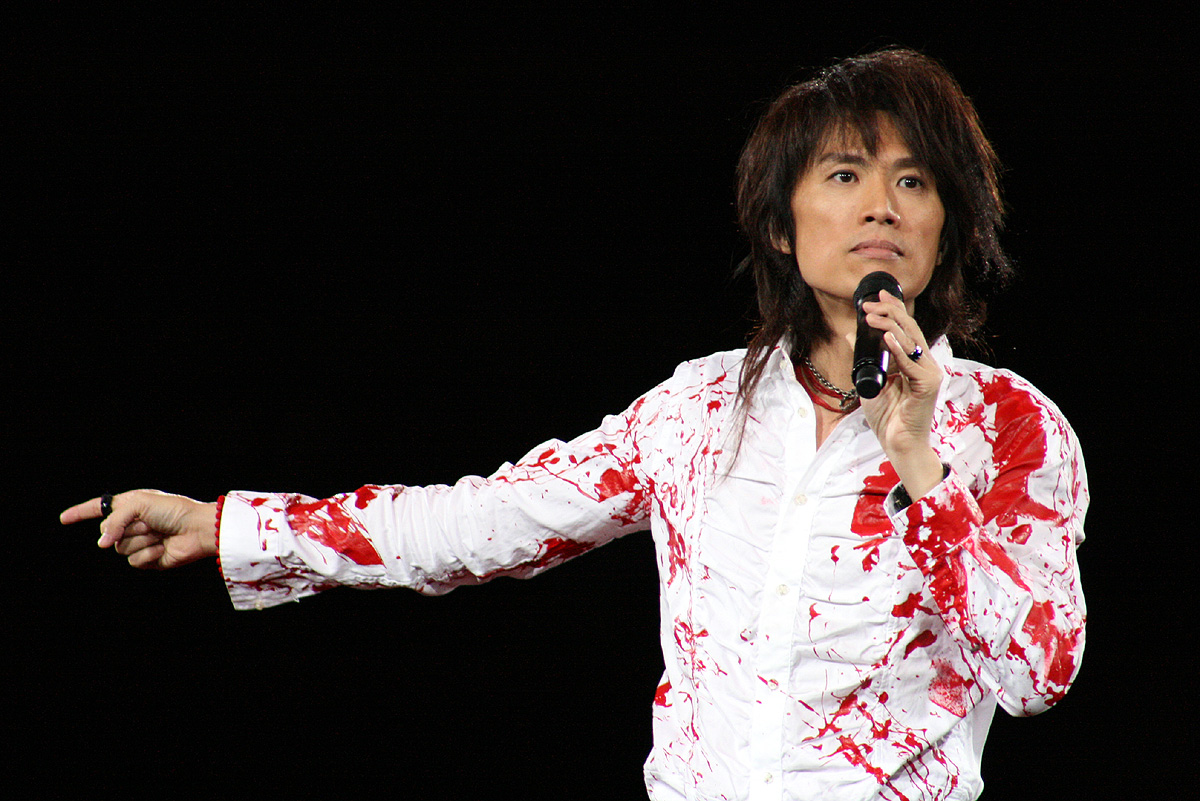
2010年正在演出《娛樂圈血肉史2》的黃子華，為其首次紅館舉行棟篤笑。

直至2000年代，黃子華舉行的個人棟篤笑均在灣仔的伊利沙伯體育館舉行。2010年起，他分別在2010年、2012年、2014年和2018年在紅館舉行棟篤笑。
2018年7月，黃子華宣佈將會在紅館舉辦合共26場「金盆𠺘口」棟篤笑，並向觀眾預告這是自己最後一次的棟篤笑表演，是次收山之作亦只會在香港演出，不設世界巡迴表演，表示希望為大家帶來最佳的演出。

### 2018年至今：進軍電影
2018年，搭檔佘詩曼主演喜劇電影《棟篤特工》，同時亦是兩人繼《絕代商驕》相隔9年後再度合作。電影上映後票房報捷，賀歲檔开画五天连同情人节优先场累積票房衝破2000万，同時開創年三十晚、年初二及年初三之史上最高華語片票房三個紀錄，並且連續三日成為單日最高入場人次電影，最終香港累計票房總收入為4470万港元，並位列2018年上半年十大香港電影票房第1位及華語電影票房排行榜第18位。
2019年1月，黃子華開始籌備電影作品《乜代宗師》，繼2002年《一蚊雞保鑣》後，相隔18年，第二部自編自導自演的作品，在2020年1月23日這式上畫，與之前有別不同的，黃子華是自己賣掉層樓，去投資自己的作品電影。電影票房最後接近三千萬港元。在電影《乜代宗師》商標上更立品為「黃子華電影」，版權稅上是自己持有。
2022年9月7日，參演的電影作品《飯戲攻心》上映。電影在當年成為了香港最賣座的華語喜劇電影，刷新了黃子華個人票房紀錄。
2023年1月21日，參演的電影作品《毒舌大狀》上映。電影票房超越1億港元，亦再次刷新了黃子華個人票房紀錄。
2024年11月7日，其與許冠文合作的電影《破·地獄》上映，票房在上映20日後突破港幣1億元，比前作《毒舌大狀》更早達到，上映29日後成為了香港史上最賣座的華語電影。

## 感情生活
黃子華於加入娛樂圈後，一直低調處理感情事宜，除了藝人潘芳芳外，其餘兩位都是娛樂圈外人。他於1990年代先後跟潘芳芳和劉婉君相戀，於2002年與溫安妮（Annie）相戀，二人於2011年分手。此後有一位圈外女友。

## 演出作品

### 棟篤笑／綜合表演
| 演出日期                                                | 演出名稱                                      | 表演場地           | 合演者        | 備註 |
| 1990年8月30日－31日、10月、1991年6月25日－26日          | 黃子華棟篤笑系列的第1輯：娛樂圈血肉史         | 香港文化中心       | ／            | 1990年8月30日－31日演出2場，1990年10月於同地點加開3場，1991年6月25日－26日重演2場，演出共7場，以尹光的歌曲《關人隱士》作片尾曲。 |
| 1991年3月14日－16日、6月21日－22日                      | 黃子華棟篤笑系列的第2輯：色情家庭             | 香港伊利沙伯體育館 | ／            | 1991年3月14日至16日、6月21日－22日重演2場，演出共5場，以林子祥的歌曲《一個人》作結。 |
| 1992年12月18日－23日                                    | 黃子華棟篤笑系列的第3輯：跟住去邊度           | 香港伊利沙伯體育館 | ／            | 1992年12月18日至23日演出共6場，以Procol Harum的歌曲《A Whiter Shade of Pale》作散埸曲。 |
| 1994年5月20日－22日、27日－29日                         | 黃子華棟篤笑系列的第4輯：末世財神             | 香港伊利沙伯體育館 | ／            | 1994年5月20日至22日、5月27日至29日演出共6場。 |
| 1995年10月                                              | 黃子華棟篤笑系列的第5輯：棟篤笑雙打之玩無可玩 | 香港伊利沙伯體育館 | 張達明        | 1995年10月1日－31日 (11場) |
| 1997年4月10日－13日、4月16日－19日，1997年6月27日－28日 | 黃子華棟篤笑系列的第6輯：秋前算帳             | 香港伊利沙伯體育館 | ／            | 1997年4月10日－13日、4月16日－19日，1997年6月27日－28日再加開2場演出共10場。 |
| 1997年9月27日－30日                                     | 翻譯劇本：殺出廚房                            | 香港文化中心大劇院 | ／            | 1997年9月27日－30日（9月28日加開日場）演出共5場。 |
| 1998年5月29日－6月21日、7月17日至8月2日                 | 黃子華鬚根Show系列的第1輯：鬚根Show           | 香港文化中心大劇院 | 張達明 吳鎮宇 | 1998年5月29日－6月21日、7月17日－8月2日（逢星期日加開日場）合共演出44場。 |
| 1999年8月10－15日、17－21日                             | 黃子華棟篤笑系列的第7輯：拾下拾下拾年棟篤笑   | 香港伊利沙伯體育館 | ／            | 1999年8月10日－15日及17－21日演出共11場，及後於澳門及溫哥華加場。 |
| 2000年7月20日 - 9月17日                                 | 黃子華鬚根Show系列的第2輯：鬚根Show2          | 香港演藝學院歌劇院 | 張達明 吳鎮宇 | 2000年7月20日－9月17日於演出共59場，亦是系列的最後一輯。 |
| 2003年3月20日－4月6日                                   | 黃子華棟篤笑系列的第8輯：冇炭用               | 香港伊利沙伯體育館 | ／            | 2003年3月20日－23日、27日、30日、4月3日－6日演出共10場。 - 2003年4月11日，於多倫多蜂鳥演藝中心（Hummingbird Center）演出1場。 - 2003年4月18日，於溫哥華伊利莎白女王劇院演出1場。 |
| 2006年10月11日－15日、17－19日                          | 黃子華棟篤笑系列的第9輯：兒童不宜             | 香港伊利沙伯體育館 | ／            | 2006年10月11日－18日演出共8場，及後加開10月19日－23日共5場，合共13場。及後於加拿大作慈善重演，名為《成人之危》，包括： - 2006年10月29日於多倫多羅伊湯姆森廳（Roy Thomson Hall）演出一場。 - 2006年11月7日於卡加里南亞伯銀禧禮堂（Southern Alberta Jubilee Auditorium）演出一場。 - 2006年11月12日於愛民頓北亞伯銀禧禮堂（Northern Alberta Jubilee Auditorium）演出1場。 - 2008年6月13日-14日於澳門綜藝館重演2場。 |
| 2007年12月10日－18日                                    | 黃子華棟篤笑系列的第10輯：越大鑊越快樂        | 香港伊利沙伯體育館 | ／            | 2007年12月10日－18日演出共9場，及後加開12月19－21日共3場，合共12場。2007年12月29日於澳門理工學院體育館演1場。在加拿大為展望會作慈善重演，名為《鑊越大越快樂》，包括： - 2008年2月9日，溫哥華伊利莎白女王劇院演出1場。 - 2008年2月17日，於多倫多索尼演藝中心演出1場。 - 2009年1月16－18日於廣州重演共3場，及後加開2009年2月27日－3月1日3場，合共6場。 - 2009年3月28日於佛山重演1場。 |
| 2009年8月24日 - 2010年3月6日                            | 黃子華棟篤笑系列的第11輯：嘩眾取寵            | 香港伊利沙伯體育館 | ／            | 以金融海嘯為主題，2009年8月24日－9月4日於香港伊利沙伯體育館演出，共12場，及後加開9月14、15、17日3場，合共15場（因受颱風影響，9月14日場次改為9月17日）。 - 2009年10月3日於澳門威尼斯金光綜藝館演出1場。 - 加拿大四城市作慈善重演，合共4場，包括： - 2009年10月25日於卡加利 - 11月1日於溫哥華 - 11月8日於愛民頓 - 11月13日於多倫多舉行。 - 2009年12月25－29日於中國廣州中山紀念堂演出5場。 - 2009年12月31日於中國佛山嶺南明珠體育館演出1場。 - 2010年1月1-2日於中國中山市中山文化藝術中心演出2場，並於1月15-16日於廣州中山紀念堂加演2場。 - 2010年1月28日於中國廣州蓓蕾劇院被《廣州日報》包演1場（演出內容較精簡）。 - 2010年2月14日於美國舊金山美生堂演出1場。 - 2010年2月21日於美國洛杉磯阿瓜卡連特賭場水療度假酒店演出1場。 - 2010年3月6日，於馬來西亞雲頂雲星劇場演出1場。 |
| 2010年11月2日－2011年3月20日                            | 黃子華棟篤笑系列的第12輯：娛樂圈血肉史2       | 香港體育館         | ／            | 以自己在娛樂圈的經歷為主題，是《娛樂圈血肉史》的續集。2010年11月2日－11月8日，首次於香港體育館演出，演出共7場，及後加開11月9日1場，合共8場。 - 2010年11月20日，於澳門威尼斯金光綜藝館演出1場。 - 2010年12月11日於加拿大多倫多索尼演藝中心演出1場。 - 2010年12月16日於加拿大溫哥華奧芬劇院演出1場。 - 2011年1月12日於中國廣州體育館演出2場，及後加開1月3日，合共3場。 - 2011年1月8日，於馬來西亞雲頂雲星劇場演出1場。 - 2011年1月15日於中國佛山嶺南明珠體育館演出1場。 - 2011年3月20日於墨爾本Crown Casino Palladium演出1場。 - 2011年3月25日於雪梨Town Hall, Centennial Hall演出1場 |
| 2012年10月4日－2013年3月16日                            | 黃子華棟篤笑系列的第13輯：洗燥                | 香港體育館         | ／            | 以通貨膨脹為是次主題。2012年10月4日－10月11日，於紅磡香港體育館演出，及後加開10月12－13日兩場，合共10場。 - 2012年10月20日於澳門威尼斯人金光綜藝館演出1場。 - 2012年10月27日於美國舊金山美生堂演出1場。 - 2012年11月4日於美國洛杉磯Pasadena Civic Auditorium。 - 2012年11月25日於澳洲墨爾本市政廳。 - 2012年12月2日於澳洲雪梨市政廳演出1場。 - 2013年1月1日－1月2日於中國廣州體育館演出2場，及後加開1月3日，合共3場。 - 2013年1月5日－1月6日，於馬來西亞雲頂雲星劇場演出2場。 - 2013年1月12日，於中國中山市體育館演出1場。 - 2013年1月18日，於中國佛山南海體育館演出1場。 - 2013年1月26日，於加拿大多倫多索尼演藝中心演出1場。 - 2013年2月2日於加拿大溫哥華伊利莎白女王劇院演出1場。 - 2013年3月16日，於中國南寧廣西體育中心體育館演出1場。 |
| 2014年10月6日－2015年4月20日                            | 黃子華棟篤笑系列的第14輯：唔黐線 唔正常       | 香港體育館         | ／            | 2014年10月6日－10月16日，於紅磡香港體育館演出，合共11場。盛傳因題材會涉及政治，在香港举行演出期間因发生佔領運動而被取消中國大陸所有演出，純屬假新聞，演出已如期進行，而佔領運動已结束。 - 2014年10月25日－10月26日，於澳門威尼斯人金光綜藝館演出2場。 - 2014年11月16日，於美國紐約 Kupferberg Center Colden Auditorium演出1場。 - 2014年11月21日，於加拿大多倫多索尼演藝中心演出1場。 - 2014年11月23日，於加拿大溫哥華伊利莎白女王劇院演出1場。 - 2014年11月28日，於美國舊金山美生堂演出1場。 - 2014年11月30日，於美國洛杉磯Shrine Auditorium Center演出1場。 - 2014年12月31日-2015年1月3日，於中國廣州廣州體育館演出4場。 - 2015年1月17日，於中國東莞東風日產文體中心（東莞新籃球中心）演出1場。 - 2015年1月31日，於馬來西亞亞通體育館演出1場。 - 2015年2月7日，於中國南寧廣西體育中心體育館演出1場。 - 2015年2月14日，於中國佛山南海體育館演出1場。 - 2015年3月13日，於澳洲雪梨市政廳演出1場。 - 2015年3月15日，於澳洲墨爾本Palladium at Crown演出1場。 - 2015年3月21日，於深圳華潤深圳灣體育中心演出1場。 - 2015年4月20日，於英國倫敦Indigo at the O2演出1場。 |
| 2018年7月6日－7月31日                                   | 黃子華棟篤笑系列的第15輯：金盆𠺘口            | 香港體育館         | ／            | 2018年7月6日－7月31日，於紅磡香港體育館演出，合共26場。 - 是次為原則上最後一次棟篤笑演出，並只在香港舉行，不設世界巡迴演出。 |

### 舞台演出
| 年份         | 名稱               | 角色                   | 合演                                                                           | 備註 |
| 1984年       | 《茶館》           | 茶客/押大令的兵/于厚齋 | 林尚武、葉進、何偉龍、區嘉雯、古天農、周志輝、李子瞻等                         | 香港話劇團大會堂劇院/高山劇場(共9場) |
| 1985年       | 《小狐狸》         | 李奧•夏本德            | 盧燕、何偉龍、李子瞻、傅月美、陳麗卿、古天農等                                 | 香港話劇團大會堂劇院 首部以香港話劇團見習演員身份出演的劇目 以後補演員身份參演 |
| 1985年       | 《師生之間》       | 麥子明                 | 傅月美、周志輝、李子瞻、羅冠蘭、區嘉雯、許芬、陳慧蓮等                         | 香港話劇團大會堂高座演奏廳(共7場) |
| 1985年       | 《日月精忠》       | 查佩斯之隨員/法庭書記  | 尚明輝、古天農、林尚武、區嘉雯、羅冠蘭、李子瞻、何偉龍等                       | 香港話劇團大會堂音樂廳(共6場) |
| 1985年       | 《誰繫故園心》     | 何承光                 | 葉進、王雲雲、林尚武、區嘉雯、羅冠蘭、陳麗卿、何偉龍等                         | 香港話劇團大會堂劇院(共5場) 表演分I、II組 僅參與II組演出 |
| 1985年       | 《小井胡同》       | 小力苯（王寶德）       | 葉進、雷思蘭、林聰、區嘉雯、林尚武、羅冠蘭、高子睛、李子瞻、何偉龍等           | 香港話劇團大會堂劇院 分別於85年12月及86年8月重演 3次演出均飾演小力苯（王寶德） |
| 1986年       | 《請君入甕》       | 克勞狄奧               | 林聰、區嘉雯、林尚武、何偉龍、王雲雲、葉進、羅冠蘭、李子瞻、尚明輝等           | 香港話劇團大會堂劇院/高山劇場(共7場) |
| 1986年       | 《嫉》             | 盧德嘉                 | 盧瑋昌、羅冠蘭、林尚武、古天農、雷思蘭、林聰、龐強輝等                         | 香港話劇團大會堂劇院(共13場) |
| 1986年       | 《紅白喜事》       | 申家根（鋤泥夫）       | 許芬、葉聰、林聰、王雲雲、林尚武、區嘉雯、李子瞻等                             | 香港話劇團大會堂劇院(共14場) |
| 1986年       | 《房間》           | 大豬（現在）           | 沈勵桓、龐強輝、高子睛、蘇玉蓉、林尚武、盧瑋昌                                 | 香港話劇團大會堂演奏廳(共2場) 表演分甲、乙組 僅參與甲組演出 該劇目為其最後以話劇團見習演員身份參演之首演劇目，及後退團                                                                                               |
| 1987年       | 《戲子》           |                        | 黃子華、黃碧雲各自演出原創獨腳戲：黃碧雲演《一個女子的論述》，黃子華演《戲子》 | 香港城市當代舞蹈團黃大仙城市戲場小舞台(共2場) 1987年 [詳見陸離談子華的港台節目《華人作家》第六集：《四人行》 ] |
| 2000年       | 《男親女愛舞台劇》 | 余樂天                 | 電視劇《男親女愛》眾演員                                                       | 香港理工大學賽馬會綜藝館 2000年11月1日至12月10日，加場由12月23－30日 合共50場 |
| 2008年       | 《男磨坊》         | 高林采                 | 鄧偉傑、陳淑儀                                                                 | 香港演藝學院歌劇院 2008年9月3－7日晚上8:00，2008年9月6－7日下午3:00，及後加開9月9－13日（13日2場），三度加開9月19－21日 合共16場                                                                                     |
| 2011年       | 《咁愛咁做》       | 馬小明                 | 龔小玲、陳淑儀、韋羅莎、黃呈欣、朱栢康、白只                                   | 香港演藝學院歌劇院 2011年6月29日至7月8日晚上8:00（2日与3日加3:00午场+座谈会） 後加開2011年7月1日3:00午场，2011年7月9日至10日3:00午场，8:00晚场 合共17場                                                              |
| 2012年       | 《野猪》           | Johnny                 | 廖啟智、陳敏兒、翟凱泰、林嘉欣                                                 | 2012香港藝術節戲劇 香港演藝學院戲劇院 2012年2月3日至2月19日晚上8:00 合共17場 |
| 2016年       | 《前度》           | Tom                    | 陳法拉、劉俊謙                                                                 | 香港演藝學院歌劇院 2016年7月1日至7月21日，及後加開7月22至28日（6場），再度加開8月3至14日（11場） 逢星期一休演 合共35場                                                                                               |
| 2022年       | 《最後禮物》       | 歐陽晴                 | 潘燦良、韋羅莎、黎玉清、區嘉雯、余翰廷、黎濟銘                                 | 香港演藝學院歌劇院 2022年1月7日至2月13日，及後加開2月15至25日 （延期至2022年7月22日至9月9日），再度加開2022年9月14至25日（10場） 逢星期一休演 合共50場                                                               |
| 2023年       | 《愛我別走》       | 黃先生                 | 林海峰                                                                         | 西九戲曲中心大劇院 2023年2月24－26日、2月28－3月5日、3月7－12日、3月14－19日、3月23－26日、3月28日－4月2日、4月4－10日、4月12－16日、4月18－23日 逢星期一（4月10日除外）、4月11日休演 合共49場                       |
| 2024－2025年 | 《香港式離婚》     | CK                     | 劉嘉玲、楊淇、楊詩敏、梁浩邦、趙伊禕                                           | 香港演藝學院歌劇院 2024年12月13－15日、12月17－22日、12月24－29日、2025年1月2－5日、1月7－12日、1月14－19日、1月21－26日、1月31日、2月1－2日、2月4－9日、2月11－16日、2月18－23日 逢星期一、1月28－30日休演 合共58場 |

### 配音
| 年份   | 影片名稱                   | 角色                                | 備註                                 | 同片演員                                         | 香港票房       |
| 1992年 | 神算                       | William（二五仔律師）               | 編劇及主演                           | 許冠文、黎明、許冠英、劉小慧、方剛               | HK$36,399,307  |
| 1993年 | 情人知己                   | 小平（義氣黑工）                    | 故事、編劇及領銜主演                 | 梁朝偉、羅美薇、袁詠儀                           | HK$3,940,791   |
| 1993年 | 情天霹靂之下集大結局       | -                                   | 客串                                 | 吳孟達、張衛健、黃韻詩、狄波拉、楊寶玲、劉小慧   | HK$6,794,208   |
| 1993年 | 人生得意衰盡歡             | 王三合（落泊古惑仔）                | 編劇及領銜主演                       | 劉青雲、李子雄、李麗珍、袁潔瑩、楊麗菁           | HK$51,329      |
| 1993年 | 大迫迁（人生交叉点）       | 亚粗                                | 領銜主演                             | 李家洪、郭锦恩、关朝聪、黄静宜                   |                |
| 1994年 | 播種情人                   | Richard                             | 主演                                 | 劉青雲、袁詠儀、黎美嫻                           | HK$1,481,435   |
| 1994年 | 沙甸魚殺人事件             | 沙甸魚（倒楣超級市場員工）          | 領銜主演                             | 溫碧霞、潘芳芳、陳佩珊、廖啟智                   | HK$979,850     |
| 1994年 | 錦繡前程                   | 張志誠（VCD店老闆）                 | 主演                                 | 張國榮、梁家輝、王敏德、陳妙瑛、關之琳           | HK$17,974,393  |
| 1994年 | 三個相愛的少年             | 花仔（同性戀編劇）                  | 領銜主演                             | 劉青雲、葛民輝、吳倩蓮                           | HK$9,458,839   |
| 1994年 | 亂世超人                   | 刘先生                              | 主演                                 | 吳鎮宇、李婉華、鄭佩佩                           | HK$753,384     |
| 1994年 | 弒兄奇案                   | 律師                                | 客串                                 | 李中寧、吳妙儀、陳志輝、張家輝、關詠荷           |                |
| 1995年 | 終生大事                   | 石磊                                | 主演                                 | 劉青雲、陳德容、苑瓊丹                           | HK$2,358,530   |
| 1995年 | 新房客                     | 精神病科医生                        | 友情演出                             | 黃秋生、陳海恆、吳啟華                           | HK$62,095      |
| 1995年 | 空中小姐（缘份的天空）     | 郭青雲（機艙服務學員）              | 領銜主演                             | 周嘉玲、陳豪                                     | HK$445,975     |
| 1995年 | 搶閘媽咪                   | 黃師傅                              | 客串                                 | 鄭丹瑞、童愛玲                                   | HK$567,309     |
| 1995年 | 蜘蛛女                     | 變態驗屍官                          | 主演                                 | 梁琤、王敏德、盧冠廷、陳國邦、周嘉玲             | HK$1,535,395   |
| 1995年 | 霹靂火                     | 攝影記者                            | 客串                                 | 成龍、袁詠儀、江黑真理衣、楚原、胡凱欣、文頌嫻   | HK$45,675,610  |
| 1995年 | 呆佬拜壽                   | 招積（招家二少爺）                  | 主演                                 | 劉青雲、吳倩蓮、元華                             | HK$13,792,649  |
| 1995年 | 二月三十                   | 陳查禮（警察）                      | 主演                                 | 陳啟泰、陳淑蘭、黃秋生、林保怡、童愛玲           | HK$4,957,455   |
| 1996年 | 666魔鬼復活                | 家明（警察）                        | 主演                                 | 吳鎮宇、甄子丹、邱淑貞、苑瓊丹                   | HK$3,704,385   |
| 1996年 | 金裝香蕉俱樂部             | 金靚坤（古惑仔）、May媽媽           | 助理編劇及主演                       | 黃秋生、邵國華、林曉峰、周慧敏、關詠荷           | HK$214,009     |
| 1996年 | 七月十三之龍婆             | 關德英Pierre（精神失常离职警员）    | 主演                                 | 吴大维、李嘉欣、羅蘭、盧敏儀                     | HK$5,222,267   |
| 1996年 | 驚變                       | 亞四（警察）                        | 主演                                 | 任達華、溫碧霞                                   | HK$7,544,590   |
| 1996年 | 人間色相                   | 文章（临时性无能的士司機）          | 主演                                 | 張達明、蔡少芬、江希文、孫佳君                   | HK$5,213,415   |
| 1996年 | 衝鋒隊：怒火街頭           | 線人                                | 客串                                 | 劉青雲、陳小春、李綺虹、林尚義                   | HK$9,849,530   |
| 1997年 | 猛鬼通宵陪住你             | 陳查禮（警察）                      | 主演                                 | 吳鎮宇、雷宇揚、黎姿                             | HK$2,692,370   |
| 1997年 | 奪舍                       | 張志力Tommy（警察）                 | 主演                                 | 吳倩蓮、蔡少芬、李修賢                           | HK$4,074,790   |
| 1997年 | 精裝難兄難弟               | 王晶衛（導演）                      | 主演                                 | 羅嘉良、吳鎮宇、舒淇、張可頤                     | HK$8,527,410   |
| 1997年 | 四月四日                   | 亞文（警察）                        | 主演                                 | 黃卓玲、黃文意、羅蘭                             | HK$4,776,715   |
| 1997年 | 愛情Amoeba                 | 二手漫畫店店主                      | 客串                                 | 葛民輝、李蕙敏、許志安、舒淇、張智霖             | HK$8,212,395   |
| 1997年 | 戰狼傳說                   | 亞威（村民）                        | 主演                                 | 甄子丹、李若彤、梁漢文、林國斌                   | HK$818,345     |
| 1997年 | 最佳拍檔之醉街拍檔         | 陳律師                              | 客串                                 | 梁朝偉、譚詠麟、鍾麗緹                           | HK$10,759,325  |
| 1997年 | 完全結婚手冊               | -                                   | 友情演出                             | 陳小春、袁詠儀、楊采妮、王敏德                   | HK$5,738,148   |
| 1997年 | 對不起，多謝你             | -                                   | 客串                                 | 劉青雲、舒淇、葉童、林寶麟                       | HK$3,623,700   |
| 1998年 | 亞李•爸爸兩個大盜          | 爸爸（凡事只得3分鐘熱度的無業遊民） | 領銜主演                             | 張達明、湯盈盈、黎耀祥                           | HK$3,441,865   |
| 2000年 | 自從他來了                 | 黃Sir（補習社老师）                 | 友情演出                             | 吳鎮宇、張達明、黃秋生                           | HK$418,996     |
| 2000年 | 唔該借歪                   | 董健華（公司職員）                  | 領銜主演                             | 葉德嫻、袁詠儀                                   | HK$3,987,152   |
| 2001年 | 男歌女唱                   | 黃勁（公司職員）                    | 故事及領銜主演                       | 梅艷芳、許紹雄                                   | HK$1,272,275   |
| 2002年 | 一蚊雞保鑣                 | 幫幫                                | 自編自導自演                         | 郭羨妮、許紹雄、苑瓊丹、木星、黃秋生、李力持     | HK$175,580     |
| 2004年 | 阿孖有難                   | 勁（黑社會大佬）                    | 主演                                 | 鄭伊健、蔡卓妍、林海峰、鍾鎮濤                   | HK$6,593,517   |
| 2006年 | 終極忍者（別名：戰神再現） | 高比 Copy（笛子演奏者）             | 領銜主演                             | 黃聖依、白田久子、魔裟斗、李子雄                 | HK$24,835      |
| 2006年 | 情意拳拳                   | 阿龜（酒吧老闆）                    | 領銜主演                             | 應采兒、吳天瑜、安志杰                           | HK$1,388,465   |
| 2007年 | 嚦咕嚦咕對對碰             | Beauty Lam（胸圍店老闆）            | 領銜主演                             | 張達明、李璨琛、李彩華、江若琳、盧巧音、黃浩然   | HK$3,337,936   |
| 2014年 | 金雞SSS                    | 十三少                              | 客串                                 | 吳君如                                           | HK$41,277,620  |
| 2014年 | 失戀急讓                   | 子聪（沙律前夫）                    | 友情演出                             | 張家輝、鄭秀文、Angelababy、歐豪、卓韻芝、胡杏兒 | HK$16,525,697  |
| 2015年 | 衝鋒車                     | 張寶強                              | 「特別鳴謝」，在發行版內其戲份被刪去 | 任達華、古巨基、吳鎮宇                           | HK$12,286,674  |
| 2016年 | 暗色天堂                   | 法庭戲旁聽之一                      | 客串、導演特別嗚謝                   | 林嘉欣、張學友、黃秋生、羅蘭                     | HK$3,230,403   |
| 2018年 | 棟篤特工                   | 陳好仁                              | 領銜主演                             | 佘詩曼                                           | HK$44,709,699  |
| 2020年 | 乜代宗師                   | 馬飛龍                              | 領銜主演，編劇及導演                 | 劉心悠                                           | HK$29,600,946  |
| 2022年 | 飯戲攻心                   | 陳鴻                                | 領銜主演                             | 張繼聰、鄧麗欣、王菀之、林明禎、陳湛文           | HK$77,395,003  |
| 2023年 | 毒舌大狀                   | 林涼水                              | 領銜主演                             | 王丹妮、廖子妤、謝君豪、王敏德                   | HK$115,060,394 |
| 2024年 | 破·地獄                    | 魏道生                              | 領銜主演                             | 許冠文、衛詩雅、周家怡、朱栢康                   |                |

| 年份   | 影片名稱                                         | 角色       | 備註 | 同片演員       | 香港票房      |
| 2000年 | 鐵達尼童話之旅（Titanic La Leggenda Continua …） | 威廉       | 電影 | 莫文蔚         | HK$44,730     |
| 2001年 | 騎呢大帝（The Emperor's New Groove）             | 古斯高     | 電影 | 苑瓊丹         | HK$748,123    |
| 2002年 | 狗狗震（Scooby-Doo）                             | 子華       | 電影 | 吳君如         | HK$5,975,800  |
| 2006年 | 4條腿拯救隊（Over the Hedge）                    | RJ         | 電影 | 張達明、森美   | HK$13,334,081 |
| 2009年 | 我女友係零零七                                   | 李载俊     | 電影 | 金荷娜、姜至奐 | HK$1,559,862  |
| 2016年 | 優獸大都會（Zootopia）                           | 狐狸阿力   | 電影 | 容祖兒         | HK$51,865,101 |
| 2017年 | 地球：奇妙的一天                                 |            | 電影 |                | HK$228,304    |
| 2018年 | 聖誕怪怪傑（The Grinch）                         | 聖誕怪怪傑 | 電影 |                | HK$6,221,653  |

### 短片
| 年份   | 影片名稱               | 導演           | 同片演員                     |
| 2003年 | 1:99電影行動（等運到） | 林超賢、陳嘉上 | 郭富城、梁詠琪、何超儀、黎姿 |

### 獨立短片
| 年份   | 影片名稱 | 角色               | 備註         | 同片演員               |
| 2012年 | 旋風腿   | 陳大正（公廁阿哥） | 自編自導自演 | 劉青雲、黎耀祥、鄒凱光 |
| 2014年 | 賀歲片   | 陳大正（公廁阿哥） | 自編自導自演 | 陳淑儀、白只           |

### 電視劇
| 年份   | 媒體     | 劇名                        | 角色          | 性質                                   |
| 1987年 | 香港電台 | 性本善                      | 阿泰          | 單元男主角（在其他單元擔任編劇、助導） |
| 1987年 | 香港電台 | 小說家族「衣車 - 綠騎士」   | 陳重馨之弟    |                                        |
| 1987年 | 香港電台 | 小說家族「翅膀 - 蓬草」     | 同事          |                                        |
| 1991年 | 香港電台 | 小說家族「住家風景 - 杜杜」 | 我            | 單元男主角、潘芳芳合演                 |
| 1993年 | 香港電台 | 人間有情「新獨居時代」      | Jeff          |                                        |
| 1999年 | 無綫電視 | 狀王宋世傑（貳）            | 賴三          | 第二男主角                             |
| 2000年 | 無綫電視 | 男親女愛                    | 余樂天（Lok） | 第一男主角                             |
| 2001年 | 中國大陸 | 非常公民                    | 溥儀          | 第一男主角                             |
| 2004年 | 無綫電視 | 棟篤神探                    | 莫作棟 ／莫展 | 第一男主角                             |
| 2005年 | 中國大陸 | 棟篤狀王                    | 宋世傑        | 兩大男主角之一                         |
| 2005年 | 亞洲電視 | 大冒險家                    | 白活          | 兩大男主角之一                         |
| 2006年 | 中國大陸 | 情愛保險                    | 唐天壽        | 第一男主角                             |
| 2007年 | 無綫電視 | 奸人堅                      | 何其堅        | 第一男主角                             |
| 2009年 | 無綫電視 | 絕代商驕                    | 麥提爽        | 第一男主角                             |
| 2013年 | 無綫電視 | My盛Lady                    | 香廣男        | 第一男主角                             |

### MV
| 年份   | 歌手         | 歌名     |
| 2023年 | Nowhere Boys | 票房毒藥 |
| 2025年 | 謝安琪       | 50/50    |

## 音樂

### 唱片
| 年份          | 名稱 |
| 1998年5月25日 | 《鬚根Sound》——黃子華、吳鎮宇、張達明 1. 鬚根剃不盡 2. 鬚根情歌—來，受傷吧 3. 我是一隻羊 4. 留一點鬚根 |
| 1999年7月     | 《關老三》 1. 關老三 2. 我愛你一世 3. 您大晒 4. 請不要關機 5. 做馬仔（動畫《熱鬥小馬》主題曲） 6. 關老三（Vinyl Mix） |
| 2000年5月     | 《我有小小強》 1. 小小強 2. 藍天（電視劇《男親女愛》主題曲） 3. 不要怕 4. Love Theme（電視劇《男親女愛》配樂） 5. 關老三 6. 我愛你一世 7. 您大晒 8. 請不要關機 9. 做馬仔（動畫《熱鬥小馬》主題曲） 10. 關老三（Vinyl Mix） |
| 2001年5月18日 | 《Experience》 1. 等到發花癲 2. 收買人命 3. 同你有路 4. RAIN 5. 修橋補路 6. 利是屬於你 |
| 2005年1月20日 | 《哈痞Happy》（痞：音鄙） 1. 睇住你大 2. 給陳詩汶 3. 公廁 4. 妹妹 5. 馴服 |

### 其他專輯
| 年份       | 名稱                                                                                       |
| 1989年3月  | 《今日的聲音》（商業一臺DJ群星）— 《2020·晚星傳説》（林祖輝、彭鏡光合唱）                  |
| 1999年11月 | 《華納99最好精選》                                                                         |
| 1999年12月 | 《華納千禧世紀好精選》                                                                     |
| 2000年10月 | 《華納天碟2000》                                                                           |
| 2001年9月  | 《關不掉的聲音》— 歌曲《前途萬里行》                                                       |
| 2001年10月 | 《華納23週年紀念精選 （華納群星）》                                                        |
| 2003年9月  | 《1:99電影行動 （原裝導演加長版）》                                                        |
| 2004年9月  | 《愛唱主題曲 Theme Songs（香港群星）》— 黃子華主演無線電視劇集《棟篤神探》主題曲《衰邊個》 |
| 2009年11月 | 《Love TV情歌精選Vol.2》— 黃子華主演無線電視劇集《絕代商驕》主題曲《冇問題》               |
| 2023年5月  | 《舞台劇《愛我別走》原聲專輯》                                                             |

### 從未出版歌曲
| 年份   | 名稱          | 備註                                                                         |
| 1992年 | 跟住去邊度    | 黃子華棟篤笑III《跟住去邊度》主題曲                                          |
| 2006年 | 知彼不知己    | 黃子華主演無線電視外購劇集《棟篤狀王》主題曲                                 |
| 2007年 | 奸人堅        | 黃子華主演無線電視劇集《奸人堅》主題曲                                       |
| 2013年 | My盛Lady      | 黃子華主演無線電視劇集《My盛Lady》主題曲                                     |
| 2019年 | Final Calling | 黃子華主演電影《棟篤特工》主題曲，鄭欣宜主唱 featuring 黃子華                |
| 2020年 | 上善若水      | 黃子華主演電影《乜代宗師》主題曲，農夫合唱                                   |
| 2022年 | 飯氣歌        | 黃子華主演電影《飯戲攻心》宣傳曲，鄧麗欣、張繼聰、王菀之、陳湛文、林明禎合唱 |
| 2023年 | 毒舌神曲      | 黃子華主演電影《毒舌大狀》主題曲，黃子華主唱 Featuring 何啟華 @ ERROR        |

## 主持活動

### 大型户外活動
| 年份         | 名稱                  | 備註                                |
| 2008年6月1日 | 《演藝界512關愛行動》 | 17:00-17:30 第44環節 《黃子華TALK》 |

### 電視及電台主持
| 年份   | 日期    | 媒體     | 名稱                                                                 |
| 1986年 | -       | 香港電台 | 《特寫青春》                                                         |
| 1988年 | -       | 商業電台 | 《咪前七先鋒》                                                       |
| 1989年 | -       | 亞洲電視 | 《晨早直播室》                                                       |
| 1990年 | -       | 商業電台 | 《口花花公子俱樂部》《口花花公子之旁觀者清當局者色迷迷》（VS鄺偉明） |
| 1991年 | -       | 亞洲電視 | 《銀色速遞》                                                         |
| 1994年 | -       | 亞洲電視 | 《九七會係點》                                                       |
| 1994年 | -       | 新城電台 | 《香蕉俱樂部》                                                       |
| 1994年 | -       | 新城電台 | 《黃子華陪你等》                                                     |
| 1996年 | 4月28日 | 亞洲電視 | 《第15届香港電影金像獎頒獎典禮》                                     |
| 1997年 | -       | 無綫電視 | 《深夜宣言》                                                         |
| 1997年 | 11月9日 | 香港電台 | 《鏗鏘集—夫子自道 黃子華的「棟篤笑」為何這樣受歡迎？》第797集        |
| 1998年 | -       | 商業電台 | 《無字頭七八九》                                                     |
| 2002年 | -       | 無線電視 | 《一觸即發》                                                         |
| 2004年 | 4月4日  | 無線電視 | 《第23屆香港電影金像獎頒獎典禮》                                     |

## 獎項及提名
| 年份   | 頒獎典禮                             | 獎項                             | 影片／作品          | 角色／拍檔 | 結果     |
| ------ | ------------------------------------ | -------------------------------- | ------------------- | ---------- | -------- |
| 1996年 | 第15屆香港電影金像獎                 | 最佳男配角                       | 《二月三十》        | 陳查禮     | 提名     |
| 2000年 | 萬千星輝賀台慶2000                   | 本年度我最喜愛的男主角           | 《男親女愛》        | 余樂天     | 最後五強 |
| 2000年 | 萬千星輝賀台慶2000                   | 本年度我最喜愛的拍擋（戲劇組）   | 《男親女愛》        | 與鄭裕玲   | 最後五強 |
| 2000年 | 萬千星輝賀台慶2000                   | 本年度我最喜愛的電視角色         | 《男親女愛》        | 余樂天     | 獲獎     |
| 2001年 | 2001年度壹電視大獎                   | 十大電視藝人                     | 不適用              | 不適用     | 第7位    |
| 2001年 | 2001年度壹電視大獎                   | Stonefly 千禧飛躍大獎            | 不適用              | 不適用     | 獲獎     |
| 2001年 | 2001年度壹電視大獎                   | 柯達MC3 至IN藝人大獎             | 不適用              | 不適用     | 獲獎     |
| 2002年 | 萬千星輝賀台慶2002                   | 本年度我最喜愛的拍擋（非戲劇組） | 《一觸即發》        | 不適用     | 獲獎     |
| 2004年 | 萬千星輝賀台慶2004                   | 本年度我最喜愛的男主角           | 《棟篤神探》        | 莫作棟     | 最後五強 |
| 2004年 | 萬千星輝賀台慶2004                   | 本年度我最喜愛的拍擋（戲劇組）   | 《棟篤神探》        | 與蔡少芬   | 獲獎     |
| 2004年 | 萬千星輝賀台慶2004                   | 本年度我最喜愛的電視角色         | 《棟篤神探》        | 莫作棟     | 獲獎     |
| 2005年 | TVB周刊最強人氣頒獎典禮              | 最強人氣型格王                   | 不適用              | 不適用     | 獲獎     |
| 2005年 | TVB周刊最強人氣頒獎典禮              | 最強人氣喜劇王                   | 不適用              | 不適用     | 獲獎     |
| 2005年 | 2004年娛樂滿天星電視選舉             | 最受歡迎喜劇演員                 | 不適用              | 不適用     | 獲獎     |
| 2005年 | 2004年雅虎香港網站頒獎典禮           | 最受歡迎電視男藝員               | 不適用              | 不適用     | 獲獎     |
| 2005年 | 2005年度壹電視大獎                   | 十大電視藝人                     | 不適用              | 不適用     | 第9位    |
| 2007年 | 萬千星輝頒獎典禮2007                 | 最佳男主角                       | 《奸人堅》          | 何其堅     | 提名     |
| 2007年 | 萬千星輝頒獎典禮2007                 | 我最喜愛的電視男角色             | 《奸人堅》          | 何其堅     | 最後五強 |
| 2007年 | 萬千星輝頒獎典禮2007                 | 內地觀眾最喜愛TVB男藝人          | 不適用              | 不適用     | 提名     |
| 2009年 | 萬千星輝頒獎典禮2009                 | 最佳男主角                       | 《絕代商驕》        | 麥提爽     | 最後五強 |
| 2009年 | 萬千星輝頒獎典禮2009                 | 我最喜愛的電視男角色             | 《絕代商驕》        | 麥提爽     | 最後五強 |
| 2009年 | 萬千星輝頒獎典禮2009                 | tvb.com人氣大獎                  | 不適用              | 不適用     | 提名     |
| 2013年 | 萬千星輝頒獎典禮2013                 | 最佳男主角                       | 《My盛Lady》        | 香廣男     | 獲獎     |
| 2013年 | 萬千星輝頒獎典禮2013                 | 最受歡迎電視男角色               | 《My盛Lady》        | 香廣男     | 提名     |
| 2014年 | 東周刊 香港服務大獎2014              | 慈善之星                         | 惜食堂影片宣傳      | 採訪惜食堂 | 獲獎     |
| 2015年 | 君子雜誌 Man At His Best Awards 2015 | Man At His Best 2015             | 不適用              | 不適用     | 獲獎     |
| 2016年 | TVB最受歡迎電視廣告大獎              | 最受歡迎男主角                   | CSL - 大網絡 大時代 | 不適用     | 最後五強 |
| 2021年 | 香港電影編劇家協會大奬               | 最佳電影角色                     | 《乜代宗師》        | 馬飛龍     | 提名     |
| 2024年 | 香港電影編劇家協會大奬               | 最佳電影角色                     | 《毒舌大狀》        | 林涼水     | 獲獎     |
| 2024年 | 第42屆香港電影金像獎                 | 最佳男主角                       | 《毒舌大狀》        | 林涼水     | 提名     |
| 2024年 | 第32屆香港舞台劇獎                   | 最佳男主角 (喜劇/鬧劇)           | 《愛我別走》        | 黃先生     | 提名     |
| 2024年 | 第61屆亞太影展                       | 最佳男主角                       | 《破·地獄》         | 魏道生     | 提名     |
| 2024年 | 第16屆澳門國際電影節                 | 最佳男主角                       | 《破·地獄》         | 魏道生     | 獲獎     |
| 2025年 | 2024年度香港電影編劇家協會大獎       | 年度最佳電影角色                 | 《破·地獄》         | 魏道生     | 提名     |
| 2025年 | 第33屆香港舞台劇獎                   | 最佳男主角 (悲劇/ 正劇)          | 《香港式離婚》      | CK         | 提名     |

## 與黃子華相關遊戲
| 年份   | 名稱               |
| 2006年 | 《翡翠群星大贏家》 |
| 2006年 | 《Sit Up!》        |

## 軼事
- 黃子華於第23屆香港電影金像獎上聯同朱茵擔任司儀，於頒獎予日本童星原島大地後，發表與釣魚臺列嶼主權問題相關的言論：「原島大地真係非常可愛嘅小朋友呀。但係原島大地呀……如果你返日本呢，麻煩你同日本人講聲呢：『釣魚台係中國架！』」[22]
- 香港中文大學醫學院臨床腫瘤學系教授莫樹錦醫生為黃子華在大學宿舍的室友。[23]
- 黃子華在MIA教育中心的專欄提及，他於1997年受到香港資深舞台劇人士麥秋所委託，義取填補已經繳納訂金的場館檔期，演出《殺出廚房》。
- 黃子華於《志雲飯局》及於2010年演出的《娛樂圈血肉史2》中表示，拍攝劇集《非常公民》期間，為了配合所飾演的角色─溥儀的形象，減去了40磅體重，其後一度患上抑鬱。
- 黃子華於蕭若元退休前，破格於〈蕭遙遊〉現身，作為答謝蕭若元當年為自己開拍《男親女愛》提出的意見的回饋。[24]

## 外部連接
- 黃子華 - 子華本部的Facebook專頁
- 黃子華唔黐線唔正常 2014北美巡迴的Facebook專頁
- YouTube上的黃子華 Dayo Wong 棟篤笑 - 官方頻道頻道
- 黃子華個人網站 Dayo Wong Website
- 子華.我.路
- 黃子華在香港影庫上的簡介
- 黃子華在豆瓣上的资料（简体中文）
- 黃子華在互联网电影资料库（IMDb）上的資料（英文）